# جان استفنسون وون تتزچنر
جان استفنسون وون تتزچِنر (به انگلیسی: Jon Stephenson von Tetzchner) (به ایسلندی: Jón) (زاده ۲۹ اوت ۱۹۶۷ در ریکیاویک) یک کارآفرین، برنامه‌ نویس و تاجر ایسلندی-نروژی است. وی بنیانگذار و مدیر عامل شرکت فناوری ویوالدی است. قبل از شروع مرورگر وب ویوالدی، وی یک سایت اجتماعی به نام Vivaldi.net راه اندازی کرد. همچنین وی یکی از بنیانگذاران و مدیر عامل سابق شرکت نرم‌افزاری اپرا می‌باشد.

## نرم‌افزار اپرا
تتزچنر از سال ۱۹۹۱ تا ۱۹۹۵ در شرکت تلفن دولتی نروژ (که اکنون با نام تله‌ نور شناخته می‌شود) کار می‌کرد. در آن کجا، او و گیر ایوارسوی یک نرم‌افزار مرورگر وب با نام MultiTorg Opera را توسعه دادند. این پروژه توسط تله‌نور رها شد اما وی و گیر ایوارسوی حق نرم‌افزار را به دست آوردند و در سال ۱۹۹۵ شرکتی به نام شرکت نرم‌افزاری اپرا ایجاد کردند و به کار بر روی مرورگر اپرا ادامه دادند. این مرورگر در سال ۱۹۹۶ برای فروش به عموم عرضه شد.
در ۲۱ آوریل ۲۰۰۵، تتزچنر در یک جلسهٔ داخلی نرم‌افزار اپرا اعلام کرد که اگر تعداد بارگیری مرورگر اپرا ۸ در عرض چهار روز به یک میلیون برسد، او از اقیانوس اطلس از نروژ به ایالات متحده آمریکا شنا خواهد کرد. دو روز بعد، در تاریخ بیست سوم آوریل، بارگیری‌ها به ۱٬۰۵۰٬۰۰۰ رسید و تتزچنر مجبور شد چالش خود را برآورده کند. سایت اپرا شنا و شکست سریع او را پوشش داد.
وی اپرا را تحت هدایت خود به یک شرکت جهانی با بیش از ۷۵۰ کارمند در ۱۳ کشور تبدیل کرد. اپرا در زمینه مرورگر موبایل پیشگام اولیه بود و درحال حاضر بیش از ۳۵۰ میلیون نفر از اپرا استفاده می‌کنند.
در ژانویهٔ ۲۰۱۰، تتزچنر از سمت مدیر اجرایی شرکت اپرا کناره‌گیری کرد اما او همچنان به عنوان مشاور استراتژیک به همکاری با شرکت اپرا ادامه داد.
در ژوئن ۲۰۱۱، تتزچنر اعلام کرد که به دلیل اختلاف نظر با مدیریت، از همکاری با شرکت نرم‌افزاری اپرا کناری‌گیری می‌کند.

## زندگی‌نامه
وی پسر السا یونسدوتیر (ایسلندی) و استفانی فون تتزچنر (نروژی)، استاد روانشناسی (و برادر مایکل تتزچنر سیاستمدار) است. جان استفنسون در حوالی Skólabraut در حومه ریکیاویک در Seltjarnarnes نزد پدربزرگ و مادربزرگ خود، دکتر جان گونلاگسن و سلما کالدالنس، دختر پزشک و آهنگساز سیگوالدی کالدالنس بزرگ شد. تتزنر قبل از ادامه تحصیل در نروژ، جایی که کار خود را آغاز کرد، به دبیرستان در Menntaskólinn í Reykjavík رفت.
وی دارای مدرک کارشناسی ارشد در رشتهٔ علوم کامپیوتر از دانشگاه اسلو می‌باشد.